# Macromitrium zikanii
Macromitrium zikanii là một loài rêu trong họ Orthotrichaceae. Loài này được Herzog mô tả khoa học đầu tiên năm 1924.